# Dendrolagus pulcherrimus
Dendrolagus pulcherrimus és una espècie de cangur arborícola nadiua i endèmic dels boscos montans de Nova Guinea. Té un pelatge curt de color marró castany amb un ventre pàl·lid i té el coll, les galtes i els peus grocs. Una franja daurada doble s'allarga per la seva esquena. Té una cua llarga amb anells pàl·lids.